# Saint-Pierre-d’Amilly
Saint-Pierre-d’Amilly ist eine französische Gemeinde mit 564 Einwohnern (Stand: 1. Januar 2022) im Département Charente-Maritime in der Region Nouvelle-Aquitaine (vor 2016: Poitou-Charentes); sie gehört zum Arrondissement Rochefort und ist Teil des Kantons Surgères. Die Einwohner werden Pierritains oder Pierramilliens genannt.

## Geographie
Saint-Pierre-d’Amilly liegt etwa 35 Kilometer östlich von La Rochelle in der historischen Region Aunis. Umgeben wird Saint-Pierre-d’Amilly von den Nachbargemeinden Cramchaban im Norden und Nordwesten, Mauzé-sur-le-Mignon im Norden und Osten, Saint-Saturnin-du-Bois im Süden und Südosten, Saint-Georges-du-Bois im Süden und Südwesten sowie Benon im Westen und Nordwesten.

## Bevölkerungsentwicklung
| Jahr                      | 1962 | 1968 | 1975 | 1982 | 1990 | 1999 | 2008 | 2013 |
| Einwohner                 | 412  | 414  | 366  | 390  | 409  | 386  | 440  | 517  |
| Quelle: Cassini und INSEE |      |      |      |      |      |      |      |      |

## Sehenswürdigkeiten

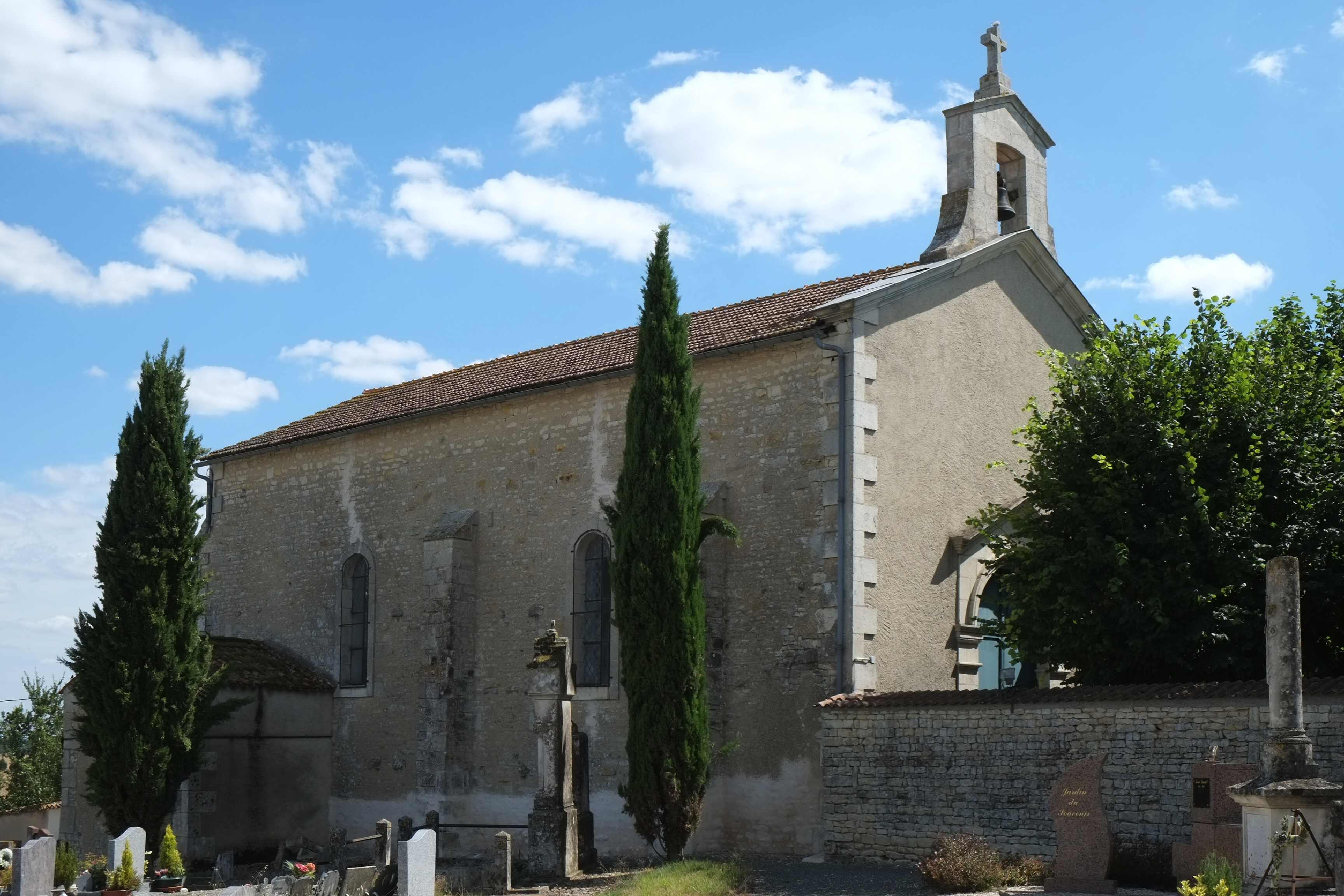
Kirche Saint-Pierre

- Kirche Saint-Pierre, 1871 erbaut